# Theodor Neumann
Karl Gotthelf Theodor Neumann (* 7. Mai 1823 in Görlitz, Oberlausitz; †  12. August 1856 ebenda) war ein deutscher Lokalhistoriker und Zeitschriften-Herausgeber.

## Leben
Neumanns Eltern waren der Görlitzer Archidiakon Johann Gotthelf Neumann und dessen Ehefrau Louise Dorothea, geb. Schröter. Als er im Alter von acht Jahren am 9. Juni 1831 seinen Vater verloren hatte, der Sekretär der Lausitzischen Gesellschaft der Wissenschaften gewesen war, nahm ihn der Vizepräsident der Gesellschaft, Gustav Adolph Köhler, als Pflegesohn in seine Obhut. Nachdem Neumann von 1833 bis 1843 das Görlitzer Gymnasium besucht hatte, studierte er von 1843 bis 1845 an der Universität Breslau Philologie mit dem Schwerpunkt Geschichtswissenschaften. Seit Ostern 1845 setzte er seine Studien an der Universität Berlin fort, wo Ranke einer seiner Lehrer war.  Am 20. April 1847 promovierte er dort mit dem Thema De imperatore Carolo IV. scriptores zum Doktor der Philosophie. Seine erste größere historische Abhandlung betraf den sogenannten Oberlausitzer Pönfall.
Er hatte ein öffentliches Amt als Lehrer oder als Archivar angestrebt, wurde jedoch im Zusammenhang mit den politischen Unruhen des Jahres 1848 straffällig, zu einer Freiheitsstrafe verurteilt und verlor dadurch vorübergehend  seine Bürgerrechte einschließlich des Rechts auf Anstellung. 1851 wurde er zum Sekretär der Oberlausitzischen Gesellschaft der Wissenschaften gewählt.  Mit Ausnahme einer kurzen Periode, während der er versucht hatte, in Nürnberg beruflich Fuß zu fassen, bekleidete er dieses Amt  bis zu seinem frühen Tod. Seit 1851 war er Herausgeber der Zeitschrift Neues Lausitzisches Magazin.

## Werke (Auswahl)
- Beiträge zur Geschichte des Schmalkaldischen Krieges, der Böhmischen Empörung von 1547, sowie des Pönfalles der Oberlausitzischen Sechsstädte in demselben Jahre. Görlitz 1848 (Digitalisat).
- Geschichte von Görlitz. Görlitz 1850 (Digitalisat).
- Das Görlitzer Stadttheater. Seine Entstehung, seine Organisation und die Ergebnisse seiner jetzigen Verwaltung. Ein Beitrag zur Geschichte der deutschen Mittelbühnen.  Unter Benutzung der Theaterakten. Görlitz 1854 (Digitalisat).

als Herausgeber
- Mag. Johannes Hasse Bürgermeisters zu Goerlitz Goerlitzer Rathsannalen. Erster und zweiter Band (1509–1520). Görlitz 1852 (Digitalisat).
- Magdeburger Weisthümer aus den Originalen des Görlitzer Rathsarchives. Görlitz 1852 (Digitalisat).
- Neues Lausitzisches Magazin (seit 1851).